# Styloneuria discrepans
Styloneuria discrepans is een vliegensoort uit de familie van de Rhinophoridae. De wetenschappelijke naam van de soort is voor het eerst geldig gepubliceerd in 1896 door Pandelle.